# Centro de Investigación Artística Nueva Escena
El Centro de Investigación Artística Nueva Escena (CIANE) es  una institución creada en Caracas, Venezuela por las profesoras Peggy Bruzual y Soraya Orta en el año 2003 como un espacio de investigación, formación y producción de las distintas posibilidades del teatro y de las artes en general.
Con un trabajo inspirado en el poder transformador de las artes, con fines de crecimiento humano y desarrollo social, aunado a la investigación del cuerpo como herramienta del intérprete escénico, basando sus investigaciones en la biomecánica, desarrollándose en  el teatro físico, la danza, la acrobacia, etc. 
En este Centro, fue creada por Soraya Orta la Danza de altura, técnica que fusiona la danza, el teatro físico, la acrobacia y los zancos en una sola disciplina, formando intérpretes que más allá de ser bailarines, actores, acróbatas o zanquearos, son intérpretes integrales que utilizan elementos de extensión corporal como herramientas dentro de las diferentes creaciones. 